# Larbey
Larbey é uma comuna francesa na região administrativa da Nova Aquitânia, no departamento Landes. Estende-se por uma área de 6,05 km². Em 2010 a comuna tinha 252 habitantes (densidade: 41,7 hab./km²).